# Mihail Tal
Mihail Nehemievici Tal (în letonă Mihails Tāls, în rusă Михаил Нехемьевич Таль; n. 9 noiembrie 1936, Riga, Interwar Latvia⁠(d) – d. 27 iunie 1992, Moscova, Rusia) a fost un mare maestru internațional leton-sovietic de șah și fost campion mondial (1960-1961).

## Jocuri Notabile
- Tal vs. Alexander Tolush, Campionatul URSS, Moscova 1957, Apărarea Indiei Regelui, Varianta Sämisch (E81), 1–0 . [5] Într-un joc critic din ultima rundă, Tal nu scutește focurile de artificii în timp ce înscrie victoria care îi câștigă primul titlu sovietic.
- Boris Spassky vs. Tal, Campionatul URSS, Riga 1958, Apărare Nimzo-Indiană, Varianta Sämisch (E26), 0–1 . [6] Spassky joacă pentru o victorie pentru a evita un playoff pentru un loc Interzonal, dar Tal se agață de unghii înainte de a schimba jocul într-un endgame complex; cu victorie, el cucerește al doilea titlu sovietic consecutiv.
- Tal vs. Vasily Smyslov, Turneul Candidaților Iugoslaviei 1959, Apărarea Caro–Kann (B10), 1–0. [7] Un sacrificiu îndrăzneț pentru a câștiga un brilliancy prize .
- Robert James Fischer vs. Tal, Belgrad, Turneul Candidaților 1959, Apărarea siciliană, Atacul Fischer–Sozin (B87), 0–1. [8] Jocurile lor din această perioadă sunt pline de tactici interesante.
- Mikhail Botvinnik vs. Tal, Meciul Campionatului Mondial, Moscova 1960, al 6-lea joc, Apărarea Indiană a Regelui, Varianta Fianchetto, Linia principală clasică (E69), 0–1. [9] O mostră excelentă a stilului lui Tal de la primul meci Botvinnik-Tal. Tal sacrifică un cavaler pentru atac și Botvinnik nu poate găsi o apărare bună în timpul dat; a 25-a sa mutare este o greșeală care îi strică jocul.
- István Bilek vs. Tal, Moscova 1967, King's Indian Attack, Varianta Spassky (A05), 0–1. [10] Un counterattack riscant este încununat de succes, câștigând un premiu de strălucire.
- Boris Spassky vs. Tal, Tallinn tt 1973, Apărarea Nimzo-Indian, Varianta Leningrad (E30), 0–1. [11] Un joc alimentat cu tactici încă de la primele sale mișcări. Negrul atacă în centre și apoi începe o king chase .
- Tal vs. Tigran Petrosian, Cupa a 8-a sovietică pe echipe, Moscova 1974, locul 5, Apărare Pirc, Sistem clasic, (B08), 1–0. [12] Tal distruge poate cel mai mare jucător defensiv al tuturor timpurilor într-o miniature .
- Tal vs. Joel Lautier, Barcelona 1992. În turneul său final înainte de moartea sa la vârsta de 55 de ani, magicianul din Riga produce o ultimă capodopera împotriva unui mare maestru din generația următoare. [13]